# Гандикап (поло)
Гандикап у поло — це система, створена Генрі Ллойдом Гербертом, першим президентом Асоціації гри в поло США, під час заснування USPA в 1890 році, щоб команди могли бути більш рівномірними, якщо використовувати гравців з різними здібностями.
Гравці оцінюються за шкалою від -2 (мінус 2) до 10. Мінус 2 вказує на гравця-початківця, тоді як гравець із рейтингом 10 голів має найвищий можливий гандикап. Досягти гандикапу в 10 голів настільки важко, що у світі їх менше двох десятків, і приблизно дві третини всіх гравців мають гандікап два або менше. Зараз більшість гравців, які мають гандікап десять є аргентинцями, за невеликим винятком.
Фори п'ять і більше голів зазвичай належать професійним гравцям. Це не (і ніколи не було) оцінка кількості голів, які може забити гравець у грі, а радше оцінка цінності гравця для його команди. Це загальна оцінка майстерності гравця, командної гри, знання гри, стратегії та коней. Свого часу поло було єдиним видом спорту у світі, який враховував спортивну майстерність при оцінці гравця.
У матчах, в яких беруть участь гравці з обмеженими можливостями (на відміну від відкритих змагань, де гандикапи не враховуються), гандикапи всіх чотирьох гравців підсумовуються. Якщо загальний гандикап команди перевищує гандикап команди, проти якої вона грає, різниця додається на табло. Наприклад, якщо команда Mounties polo має загальний гандикап у шість голів, а команда Tayto має гандикап у чотири голи, Tayto розпочне матч з перевагою у два голи.
Гандикап гравця зазвичай оцінюється комітетом уповноваженого клубу його країни. Професійному гравцеві може бути присвоєно еквівалентний рейтинг у країнах, де він виступає. Хоча стандарти подібні, оцінки можуть бути виражені по-різному.